# Großweitzschen
Großweitzschen település Németországban, azon belül Szászország tartományban. Lakosainak száma 2642 fő (2023. december 31.). Großweitzschen Ostrau, Zschaitz-Ottewig és Leisnig községekkel határos.